# Ronov nad Sázavou (hrad)
Ronov je zřícenina hradu v Kraji Vysočina. Nachází se východně od Ronova nad Sázavou u Přibyslavi v okrese Havlíčkův Brod. Postaven byl na začátku 14. století Smilem z Ronova, potomkem rodu Ronovců ze severních Čech. První zmínka o hradu je z roku 1329, v 16. století byl hrad opuštěn.
Zřícenina je chráněna jako kulturní památka. Nachází se na soukromém pozemku, který je využíván jako obora. Je volně přístupný pro návštěvníky.

## Historie

### Čtrnácté století

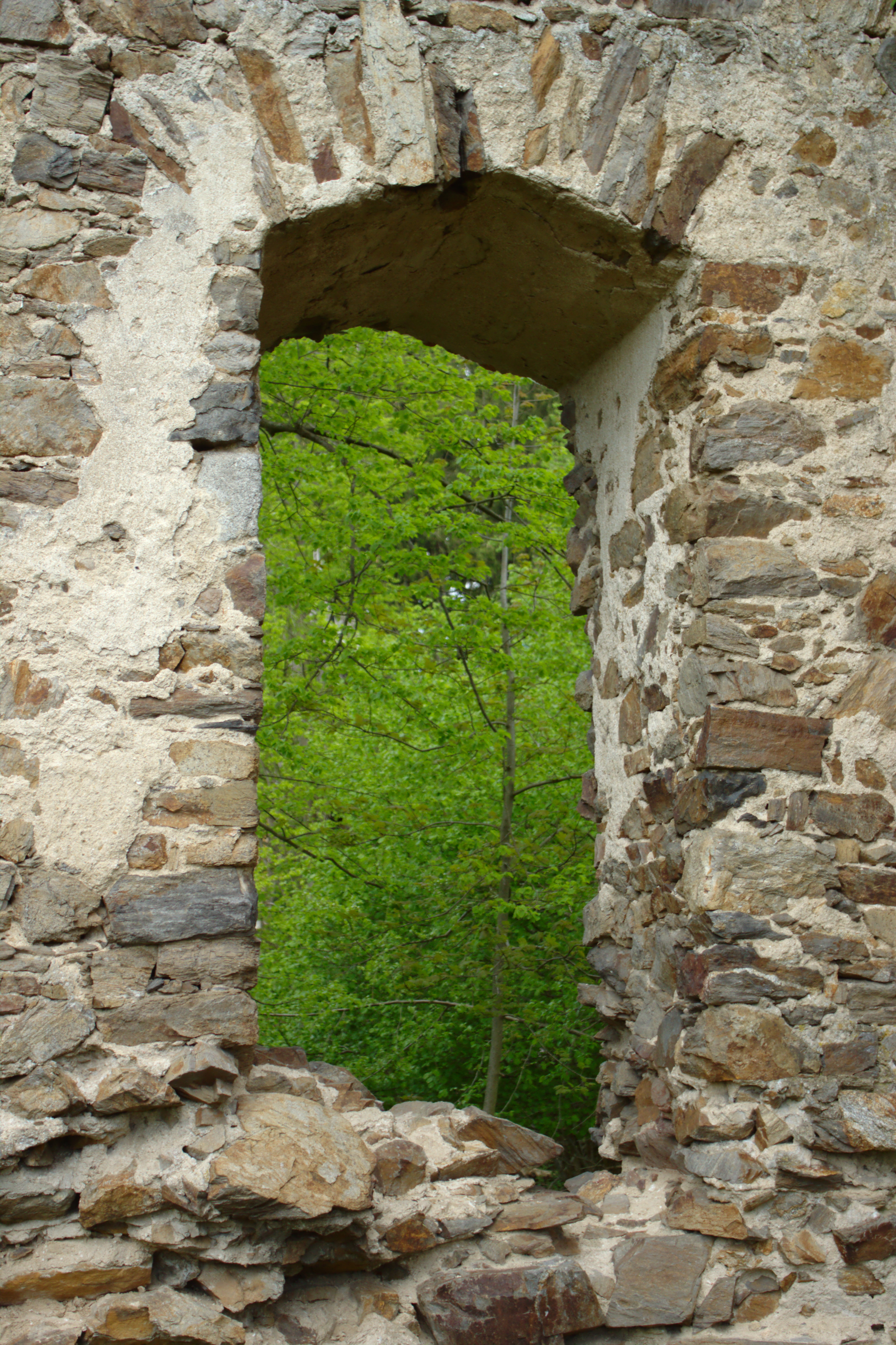
Detail okna v torzu paláce

První písemná zmínka o hradu Ronov (název pochází od ostrví v erbu pánů z Ronova (Ronovce) – německy die Ronne) se datuje do roku 1329, z nějž se dochovala listina vydaná syny Heinmana z Přibyslavi, mezi nimiž figuroval i Smil z Ronova, který se jako první po zmíněném hradu psal. Hrad tak byl založen nejspíše pány z Lichtenburka (z nichž páni z Ronova vzešli a byli jejich blízcí příbuzní) někdy v první polovině 14. století. Původně měl zřejmě být strážním hradem na důležité obchodní stezce mezi Německým Brodem a Žďárem nad Sázavou. Jeho vznik tak souvisí s kolonizací horního Posázaví ve 13. století, která byla motivována především zdejšími bohatými ložisky stříbra. Tato kolonizace byla povětšinou prováděna právě pány z Lichtenburka.
Založení hradu ve čtrnáctém století je všeobecně přijímáno, ale August Sedláček připustil jeho vznik už před rokem 1272. Miloslav Sovadina doložil, že se k sázavskému Ronovu vztahuje přídomek Čeňka z Ronova zmíněného roku 1272.
Smil z Lichtenburka, pokládaný za zakladatele hradu, zemřel roku 1355. Po jeho smrti hrad získali synové Čeněk a Zdeněk z Ronova. Už v roce 1357 se zdejší páni stali majiteli městečka Borová a také letovického hradu. Nedlouho poté bylo k ronovskému panství připojeno také městečko Přibyslav. Po těchto ziscích si tak mohli oba bratři někdy před rokem 1360 panství rozdělit. Ronov společně s Přibyslaví a Borovou obdržel Zdeněk z Ronova. V roce 1366 byl na hradě připomínán purkrabí. Po Zdeňkově smrti v roce 1375 panství zdědila jeho dcera Anna. Ta jej předala svému strýci (Zdeňkovu bratru a majiteli Letovic) Čeňku z Letovic a z Ronova.
V roce 1381 na hradě byla založena kaple Nanebevzetí Panny Marie a k vydržování hradního kaplanství je určena ves Čachotín. V roce 1390 Čeněk z Letovic a Ronova zemřel a majitelem hradu a panství se stal jeho nejstarší syn Zikmund z Letovic a Ronova. Ten zůstal jeho pánem do roku 1397, kdy zemřel a nástupcem se stal jeho mladší bratr Smil, po jehož smrti v roce 1405 panství převzal Zikmundův nejmladší bratr Čeněk z Ronova a Letovic.

### Husitské války

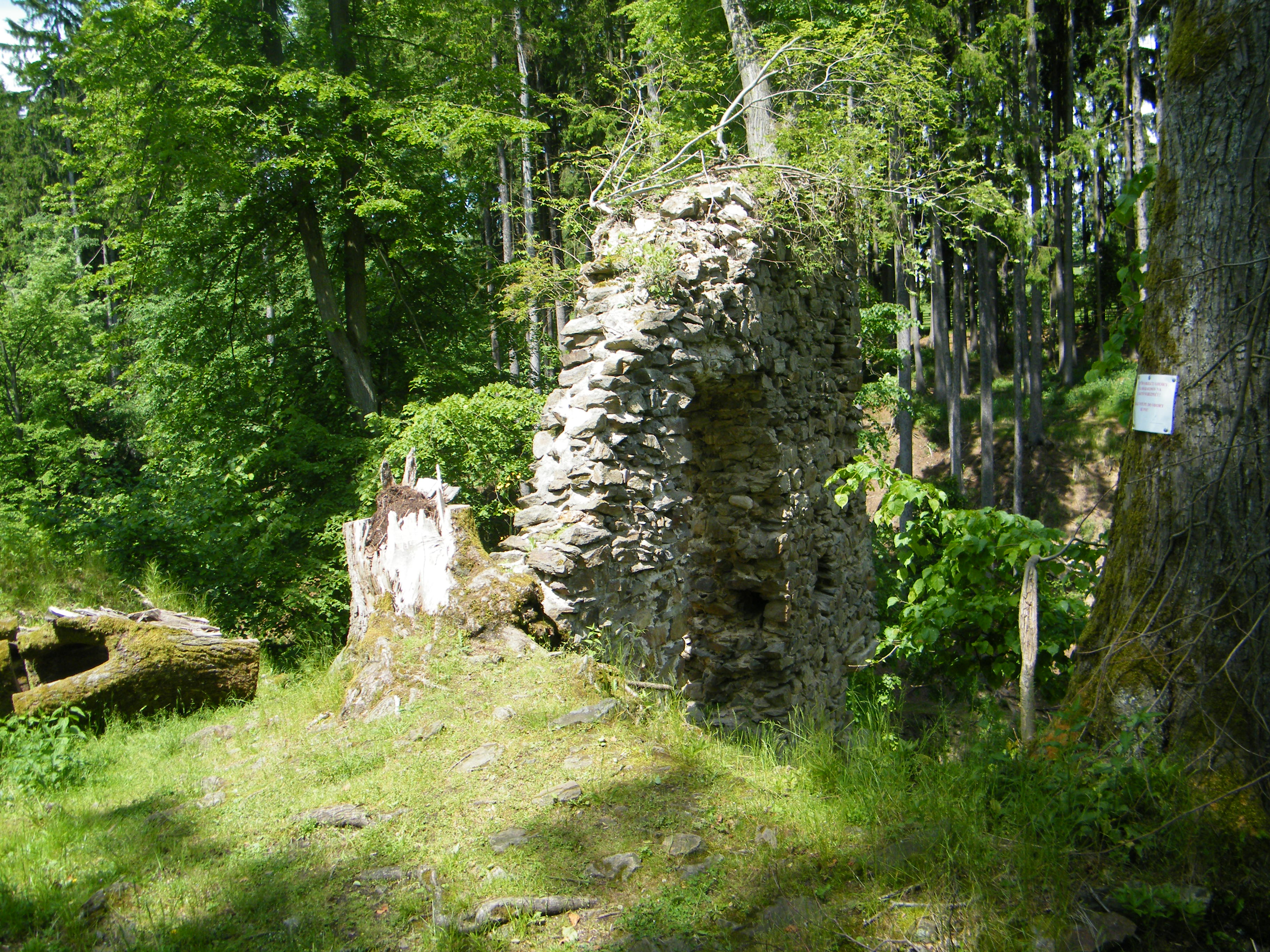
Zbytky tzv. horní brány

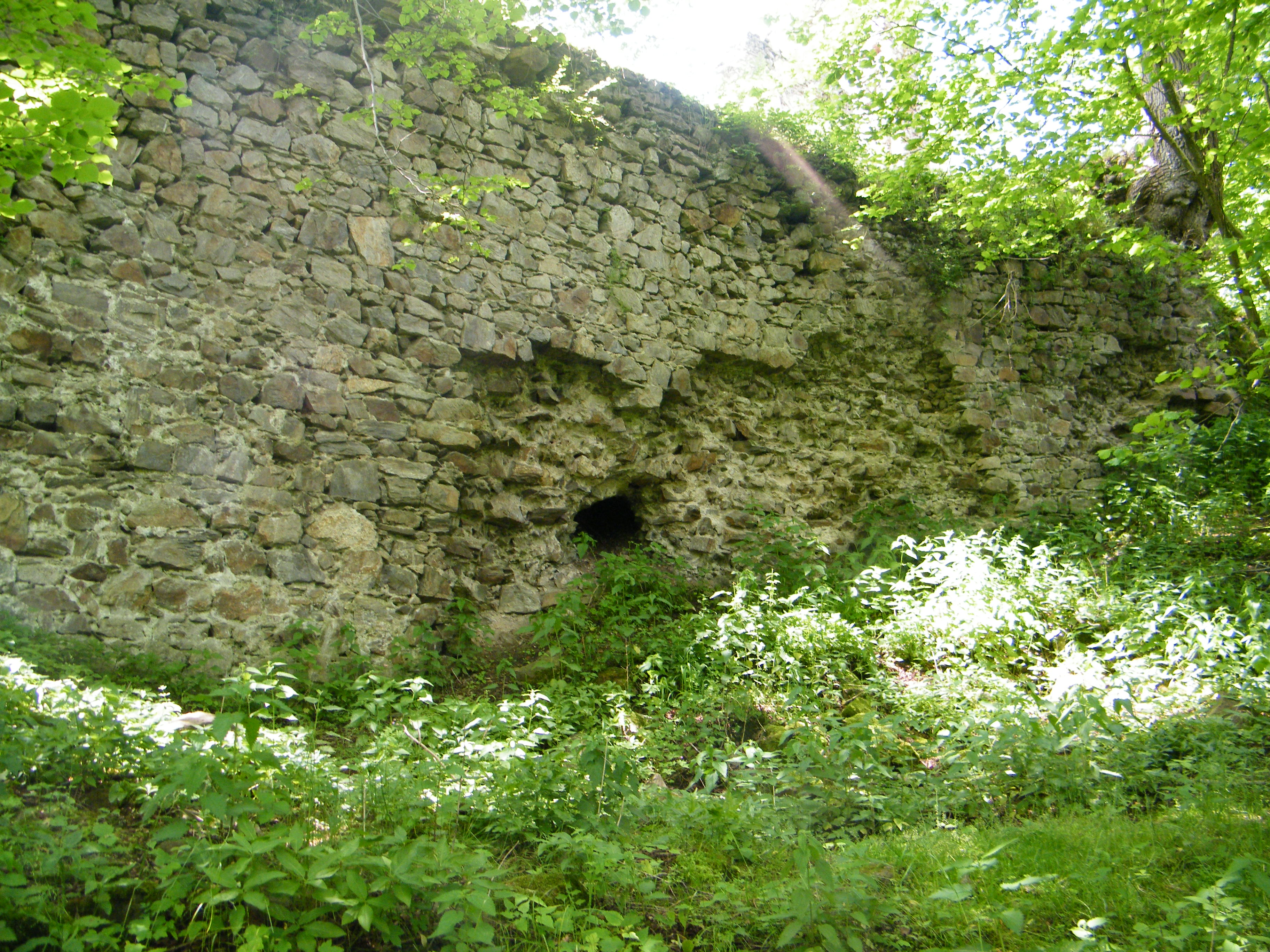
Hradba

Čeněk se do regionálních historických pramenů zapsal především svými spory s církví. Už v roce 1409 se kvůli určitým majetkům (polnosti, lesy mlýny a hamry) dostal do sporu se žďárským klášterem, který museli urovnávat až vyšší náboženští činitelé. Čeněk proslul jako nekompromisní odpůrce husitů. V roce 1421 se společně se svým bratrem Hynkem zúčastnil Kutnohorského tažení proti Chotěboři, při kterém bylo navzdory slibům upáleno tři sta vzdávajících se kališníků. Tato aktivita však nezůstala bez odezvy a 7. října 1424 husité Ronov oblehli, posléze dobyli a vážně poškodili. Tohoto tažení se zúčastnil i Jan Žižka, který v nedalekém Žižkově Poli o pouhé čtyři dny později zemřel. Ronov se tak stal nejspíše posledním místem, které dobyl. Po smrti byl Žižka dokonce zřejmě odvezen zpět na Ronov, odkud byl vypraven k pohřbu do Hradce Králové nebo do Čáslavi.
V konečném důsledku však události několika dní v roce 1424, během nichž zřejmě ronovský pán Čeněk z Letovic a Ronova padl, vedly k rozpadu rozsáhlého panství. Letovice byly roku 1424 rovněž dobyty husity a do majetku Ronovských se už nikdy nevrátily. I po těchto osudových událostech však hrad Ronov zůstal v obyvatelném stavu. Někdy po roce 1424 na ronovskopřibyslavské panství přišel poslední pokračovatel rodu původních majitelů – Čeněk Hlaváč z Ronova. Ten však hrad nejspíše roku 1434 prodal.

### Druhá polovina patnáctého století
Po prodeji v roce 1434 ronovské panství získal Hynce Ptáček z Pirkštejna. Za jeho působení na Ronově také došlo ke spojení zdejšího panství s panstvím polenským, a je tak pravděpodobné, že nejpozději v těchto letech hrad definitivně ztratil své bývalé postavení správního centra. Hynek Ptáček zemřel v roce 1444, kdy panství a s ním i Ronov připadly do majetku jeho nezletilé dcery Markéty. Místo ní se tak jeho prozatímním správcem stal Ptáčkův přítel Jan Čabelický ze Soutic. V roce 1463 se Markéta provdala za syna českého krále Jiřího z Poděbrad Viktorína z Poděbrad.
V roce 1468 se nakrátko zdejším majitelem stává Burian Trčka z Lípy, který však ještě téhož roku zemřel, a panství i s Ronovem se vrátil do rukou Markéty. Ta však zemřela už v roce 1472, a Viktorín tak polenskopřibyslavské panství zdědil. Viktorín, který se zapletl do konfliktů s Matyášem Korvínem, však už v závěru života nedisponoval dostatkem finančních prostředků, a tak v roce 1486 panství prodal svému vzdálenému příbuznému Janu Bočkovi z Kunštátu. V této době je už v historických pramenech zmiňováno polenskopřibyslavské panství s centrem právě v Polné. Hrad Ronov sice zůstal obyvatelný a nejspíš byl i obývaný nebo jinak využívaný, jeho význam byl však v těchto letech už pravděpodobně minimální.

### Zánik
Kdo Ronov obýval na přelomu patnáctého a šestnáctého století, už dnes není možné zjistit. Jisté je pouze to, že i v těchto letech zůstával součástí polenskopřibyslavského panství. To se v roce 1486 dostala nejprve do majetku Jana Bočka z Kunštátu a brzy poté jej získal také jeho syn Hynek Boček z Kunštátu. Ten spojené panství roku 1515 prodal Mikuláši II. Trčkovi z Lípy a pouhý rok poté hrad přešel do vlastnictví jeho bratra Buriana Trčky z Lípy. Tehdy (1516) je Ronov naposledy zmíněn jako obyvatelný. Už roku 1538 byl Ronov při prodeji panství Janem Trčkou z Lípy Karlovi z Valdštejna poprvé popsán jako neobydlený a pustý. V dalších letech pak už jako nevyužitelný postupně zchátral až do dnešní podoby.

## Stavební podoba

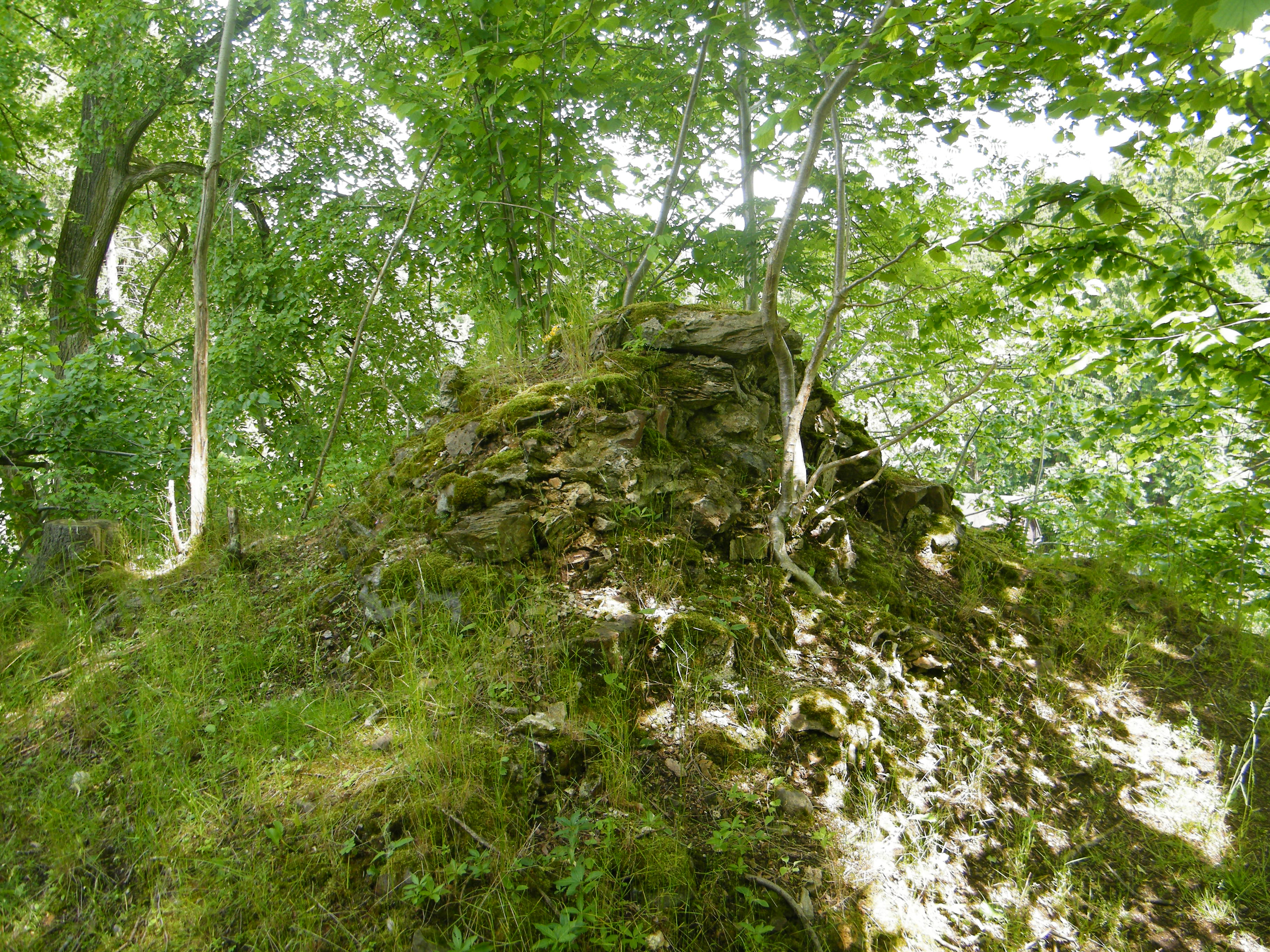
Fragment zdiva poblíž hradního paláce

Za staveniště hradu byla zvolena nízká ostrožna obtékaná Losenickým potokem. Vstupní stranu chránil příkop. Za příkopem vybíhá směrem k východu val, který sestupuje po svahu směrem k potoku. Je možné, že val pokračoval podél koryta a posléze se opět napojil k zadní části hradu. Chránil by tak prostor případného předhradí.
Na čelní straně se nacházelo parkánovité nádvoří, z jehož obvodu vystupovala branská věž. Samotné hradní jádro mělo pětiboký půdorys. Z jeho zástavby se dochovala část východní hradby a torzo paláce na jižní straně. Za jádrem se terén snižuje. Také zde se dochovala část východní hradby a nároží menší budovy. Zda byl opevněn také rozvětený opyš, kterým ostrožna končí, není jasné.
V patnáctém století zajistilo předpolí hradu rozměrné zemní opevnění. V jeho čele se nacházely dvě polygonální bašty. Chránil je obvodový příkop a na bočních stranách také vnější val.